# Канат Іслам
Канат Іслам (каз. Қанат Ислам Qanat Ïsläm; нар. 13 вересня 1984, Алтай, Ілі-Казахська автономна область, Сіньцзян-Уйгурський автономний район, Китай) — казахський професійний боксер.
До 2010 року Іслам був китайським боксером-аматором, відомим під ім'ям Ханаті Силаму (кит.: 哈那提 斯拉木; піньїнь:Hanati Silamu), який, виступаючи під прапором Китаю, був призером Олімпіади 2008, чемпіонатів світу, Азії та Азійських ігор.

## Ранні роки
Ханаті Силаму, казах за національністю, народився в Сіньцзян-Уйгурському автономному районі Китаю, де проживає велика кількість казахів. Займатися боксом Ханаті розпочав під впливом старшого брата Талгата, який займався боксом і входив до збірної Сіньцзян-Уйгурського автономного району. За чотири роки занять боксом Ханаті пройшов шлях від новачка до чемпіона СУАР (2000) в категорії до 69 кг та члена збірної СУАР.

## Аматорська кар'єра
В 19 років Ханаті Силаму взяв участь в змаганнях на Олімпіаді в Афінах, але програв в другому поєдинку Руслану Хаїрову (Азербайджан).
2005 року на чемпіонаті світу програв в 1/8 фіналу англійцю Нейлу Перкінсу.
2006 року на Азійських іграх дійшов до півфіналу, де програв Бакиту Сарсекбаєву, і отримав бронзову медаль.
На чемпіонаті Азії 2007 теж задовольнився бронзовою нагородою.
На чемпіонаті світу 2007 Силаму переміг чотирьох суперників, між ними Руслана Хаїрова та Бакита Сарсекбаєва, але в півфіналі зазнав поразки від Нон Бунжумнонга (Таїланд) і отримав бронзову медаль.
На Олімпійських іграх 2008 Силаму теж виборов бронзову медаль.
- У першому раунді переміг Пресіуса Макіна (Замбія) — 21-4
- У другому раунді переміг Жосефа Мулема (Камерун) — 9-4
- У чвертьфіналі переміг Туреано Джонсона (Багамські острови) — 14-4
- У півфіналі програв Карлосу Банто Суарес (Куба) — 4-17

## Зміна громадянства
Перед Пекінською Олімпіадою Силаму приїжджав тренуватися на історичну батьківщину. Тоді ж йому запропонували прийняти громадянство Казахстану. 2010 року Силаму переїхав на постійне проживання в Казахстан і отримав паспорт, в який вписав своє нове ім'я — Канат Іслам.
Протягом 2011-2012 років Канат Іслам виступав за команду «Astana Arlans» у напівпрофесіональній лізі WSB. Провів 11 боїв, в яких здобув 7 перемог і зазнав 4 поразки.

## Професіональна кар'єра
Неможливість через зміну громадянства взяти участь в Олімпійських іграх 2012 підштовхнула Іслама до переходу в професіонали.
28 вересня 2012 року провів перший бій на профірингу.
26 жовтня 2019 року в Алмати відбувся бій Канат Іслам — Волтер Каутондоква (Намібія). Цей поєдинок завершився перемогою Іслама рішенням суддів. В п'ятому раунді Каутондоква побував в нокдауні. Таким чином, Канат Іслам здобув 27 перемогу в 27 боях, але, маючи в послужному списку другорядні титули, жодного разу не був чемпіоном світу.
25 лютого 2022 року у Плант-Сіті (Флорида) Канат Іслам зустрівся в бою за вакантний титул WBO Global у середній вазі з британцем Джиммі Келлі і, всупереч тому, що він був фаворитом до бою, програв рішенням більшості суддів, зазнавши першої поразки після 28 перемог.